# Вильгельм II (герцог Брауншвейг-Люнебурга)
Вильгельм II (нем. Wilhelm II.; ок. 1300 — 1369) — князь Люнебурга с 1330 года. Четвёртый сын герцога Оттона Строгого и его жены Матильды Баварской.

## Жизнь
Вопреки воле отца, разделившего наследство между двумя сыновьями, Вильгельм II и его брат Оттон III правили княжеством Люнебург совместно. Они увеличили свои владения, купив графства Паппенхейм и Веттмарсхаген, а также селение Фаллерслебен.
После смерти брата, чей единственный сын умер в детстве, Вильгельм II остался единоличным правителем княжества. Свои права на наследство предъявила дочь Оттона III Матильда, жена Оттона II Вальдекского. Имперский суд присудил ей компенсацию в 100 тысяч марок, но Вильгельм II платить отказался.
Незадолго до смерти Вильгельм II передал управление княжеством Магнусу Брауншвейг-Люнебургскому — брату своего умершего зятя Людвига. Однако император Карл IV назначил наследником Люнебурга Альбрехта Саксен-Виттенбергского — внука Вильгельма II. В дальнейшем это привело к Войне за Люнебургское наследство.

## Семья и дети
Вильгельм II был женат четырежды, и от каждой жены родилась дочь:
- Гедвига фон Равенсберг (ум. после 1387), дочь графа Оттона IV Равенсбергского
  - Елизавета (ум. 1384), жена Оттона Саксен-Виттенбергского (ум. 1350) и графа Николая Гольштейнского (1321—1397)
- Мария
  - Матильда, жена Людвига Брауншвейг-Люнебургского (ум. 1367)
- (1346) София (ум. 1362), дочь князя Бернхарда III Анхальт-Бернсбургского
- (1363) Агнесса (1353—1387), дочь герцога Эриха II Саксен-Лауэнбургского